# Fortune Is a Woman
Fortune Is a Woman (bra: A Fortuna é Mulher) é um filme noir britânico-estadunidense de 1957, dos gêneros drama criminal e mistério, dirigido por Sidney Gilliat, estrelado por Jack Hawkins e Arlene Dahl, e coestrelado por Dennis Price, Bernard Miles e Ian Hunter. O roteiro do próprio Gilliat, Frank Launder e Val Valentine foi baseado no romance homônimo de 1952, de Winston Graham. O filme foi distribuído nos Estados Unidos como She Played with Fire.
A trama retrata a história de uma tentativa de fraude em seguros que acaba mal, com o inspetor se envolvendo em um incêndio criminoso, um sequestro e um assassinato.

## Sinopse
O inspetor de seguros Oliver Branwell (Jack Hawkins) chega à Mansão Lowis para investigar um incêndio que ocorreu lá durante a véspera de Natal. Ao tocar a campainha, ele se depara com Sarah Moreton (Arlene Dahl), uma mulher que ele amou em Hong Kong e que desapareceu sem motivos aparentes. O amor ressurge entre eles quando Tracey Moreton (Dennis Price), o marido de Sarah e dono da mansão, morre em um segundo incêndio. No entanto, Oliver começa a suspeitar que Sarah está o enganando, e que ela pode ter assassinado Tracey como parte de uma fraude ligada a um esquema de falsificação de arte. Enquanto lida com seus sentimentos por ela e as possíveis implicações de suas ações, Oliver se vê envolvido em uma teia complexa que pode ameaçar seu sustento. As circunstâncias se complicam ainda mais quando um chantagista começa a ameaçá-los.

## Elenco
- Jack Hawkins como Oliver Branwell
- Arlene Dahl como Sarah Moreton
- Dennis Price como Tracey Moreton
- Bernard Miles como Sr. Jerome
- Ian Hunter como Clive Fisher
- Violet Farebrother como Sra. Moreton
- Malcolm Keen como Velho Abercrombie
- Geoffrey Keen como Michael Abercrombie
- Patrick Holt como Fred Connor
- John Robinson como Berkeley Reckitt
- Michael Goodliffe como Sargento Barnes
- Martin Lane como Detetive Watson
- Christopher Lee como Charles Highbury
- Greta Gynt como Vere Litchen
- John Phillips como Willis Croft
- Patricia Marmont como Ambrosine
- Leslie Perrins como Presidente do Tribunal (não-creditado)

## Produção
O filme foi gravado na Shepperton Studios, em Surrey, na Inglaterra.